# İncirlik
İncirlik je čtvrt města Adana nacházející se cca 8 km východně od centra města. İncirlik je známý především díky stejnojmenné letecké základně založené v padesátých letech 20. století a využívané tureckým a americkým letectvem. 
Podle sčítání lidu z roku 2000 obývalo İncirlik 16 172 lidí.
İncirlik znamená v turečtině fíkovníkový sad.